# Елена Баварская
Еле́на Кароли́на Тере́за Баварская (нем. Helene Caroline Therese in Bayern; 4 апреля 1834, Мюнхен — 16 мая 1890, Регенсбург)— принцесса из дома Виттельсбахов, после замужества стала принцессой Турн-и-Таксис, сестра императрицы Сиси.

## Семья
Елена Каролина Тереза родилась в семье герцога Баварского Максимилиана и принцессы Людовики Баварской. Её родители были двоюродным братом и сестрой. У неё было трое братьев и четыре сестры, среди которых — Елизавета, будущая австрийская императрица.

## Брак
В 1853 году Елена отправилась с матерью Людовикой и своей младшей сестрой Елизаветой на курорт Бад-Ишль в Верхней Австрии, надеясь стать невестой своего кузена Франца Иосифа, австрийского императора, но он выбрал Елизавету.
После неудачной попытки брака она впала в депрессию, и Людовика стала беспокоиться, что Елена уйдёт в монастырь. Мать устроила ей встречу с состоятельным Максимилианом Антоном, наследным принцем Турн-и-Таксис, сыном князя Максимилиана Карла Турн-и-Таксиса. Её отец пригласил принца к себе во дворец Поссенхофен, где и произошла встреча Елены с принцем.
Молодые полюбили друг друга, и было объявлено о помолвке. Родители жениха не возражали, а наоборот, были очень рады. Поначалу баварский король Максимилиан II не дал своего согласия на брак, но благодаря влиянию императрицы Елизаветы всё же одобрил его. Свадебная церемония состоялась 24 августа 1858 года в Поссенхофене.
Её дочь Луиза родилась в 1859 году. В 1860 году родилась вторая дочь Елизавета. Вскоре после рождения второго ребёнка она отправилась в Корфу, чтобы посетить свою сестру Елизавету, которая была очень больна. Елена родила желанного сына в 1862 году; мальчик получил имя Максимилиан Мария. В 1867 году родился ещё один сын Альберт.
Брак был счастливым, но недолгим. Муж Елены страдал от хронического заболевания почек. Он умер в 1867 году в возрасте 36 лет.

## Последующая жизнь
После смерти мужа Елена стала заниматься благотворительностью. Принцесса стала активно вмешиваться в дела дома Турн-и-Таксис. Таким образом, она стала главой семьи и так продолжалось, пока её старший сын не достиг совершеннолетия.
В 1877 году её младшая дочь Елизавета вышла замуж за принца Мигеля Брагансского, претендента на престол Португалии. Елизавета умерла в 1881 году после рождения третьего ребёнка.
В 1879 году старшая дочь Елены Луиза вышла замуж за молодого принца Фридриха Гогенцоллерн-Зигмарингена. У этой пары не было детей.
В 1883 году руководство семейным бизнесом взял на себя Максимилиан Мария. Он страдал от сильных спазмов сердца и в 1885 году умер от тромбоэмболии лёгочной артерии. Эта смерть сделала Елену главой дома Турн-и-Таксис во второй раз, и так продолжалось, пока её второй сын Альберт не достиг совершеннолетия в 1888 году. В 1890 году у неё нашли рак желудка; в том же году она умерла на руках у сестры Елизаветы.

## Титулы
- 4 апреля 1834 — 24 августа 1858 Её Королевское Высочество Герцогиня Елена Баварская
- 24 августа 1858 — 16 мая 1890 Её Королевское Высочество Наследная принцесса Турн-и-Таксис